# 눈꺼풀올림근
눈꺼풀올림근(levator palpebrae superioris) 또는 안검거근(眼瞼擧筋), 상안검거근(上眼瞼擧筋)은 눈확의 근육으로, 윗눈꺼풀을 위로 올리는 역할을 한다.

## 구조
눈꺼풀올림근은 시각신경구멍 바로 위인, 나비뼈 작은날개의 아랫면에서 일어난다. 그 후 눈꺼풀올림근은 넓고 얇게 변하면서 올림근널힘줄(거근건막, levator aponeurosis)이 된다. 올림근널힘줄은 윗눈꺼풀의 피부와 윗눈꺼풀판에 닿는다. 눈꺼풀올림근은 골격근이며, 평활근인 윗눈꺼풀판근은 눈꺼풀올림근에 붙은 채로 함께 윗눈꺼풀판에 닿는다.

### 혈액 공급
혈액 공급은 눈동맥의 가지들로부터 받는데, 특히 눈동맥 근육가지와 눈확위동맥이 눈꺼풀올림근에 혈액을 공급한다. 눈꺼풀올림근의 혈액을 들이는 정맥은 위눈정맥이다.

### 신경 분포
눈돌림신경의 위갈래가 눈꺼풀올림근의 운동 신경으로서 분포한다. 눈꺼풀올림근의 아랫면에서 일어나는 평활근인 윗눈꺼풀판근은 위목신경절에서 나오는 신경절 이후 교감신경 축삭에 의해 지배된다.

## 기능
눈꺼풀올림근은 윗눈꺼풀을 위로 올리는 작용을 한다.

## 임상적 중요성
눈꺼풀올림근이나 눈꺼풀올림근에 분포하는 신경이 손상되면 윗눈꺼풀이 아래로 떨어지는 안검하수(눈꺼풀처짐)의 원인이 된다. 눈꺼풀올림근에 분포하는 눈돌림신경이 눈꺼풀올림근을 적절히 자극하지 못하면, 근육의 힘이 중력을 이기지 못하게 되면서 눈꺼풀이 아래로 떨어지게 된다. 따라서 눈돌림신경의 병변이 안검하수를 일으킬 수 있다.
안검하수는 눈꺼풀올림근에 인접한 근육인 윗눈꺼풀판근이나, 윗눈꺼풀판근에 분포하는 교감신경의 손상으로도 발생할 수 있다. 이러한 교감신경의 손상은 호너 증후군 등에서 발생하며 부분적인 안검하수로 나타난다. 상술한 두 개의 서로 다른 안검하수의 원인을 감별하는 것은 중요하다. 두 종류의 안검하수는 서로 다른 특징적인 임상적 소견을 각각 동반하므로 일반적으로는 문제 없이 구별할 수 있다.
눈꺼풀올림근의 마비로 인한 안검하수는 윗눈꺼풀판근의 마비로 인한 경우보다 더 두드러지게 안검하수가 드러난다.

## 추가 이미지

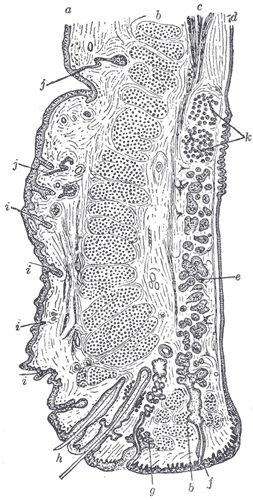
윗눈꺼풀의 시상단면
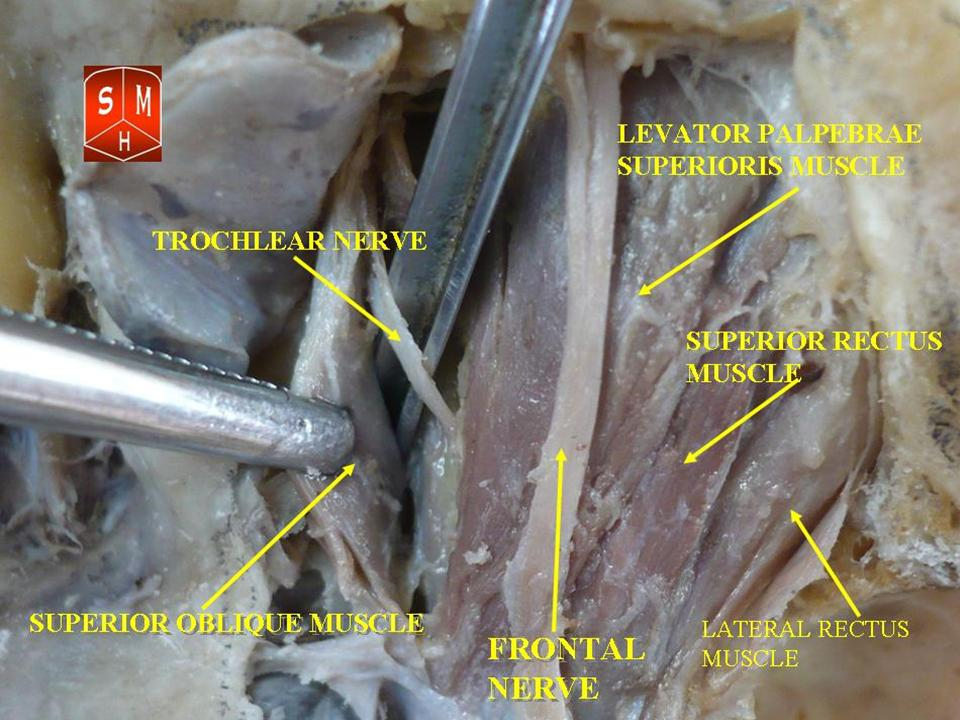
눈꺼풀올림근
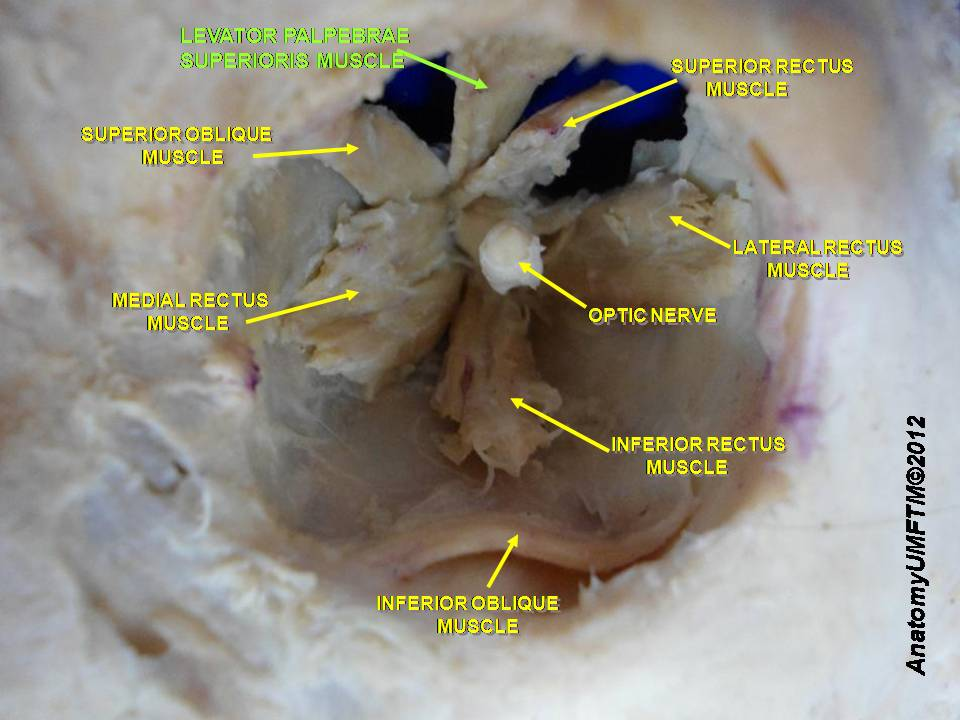
눈꺼풀올림근
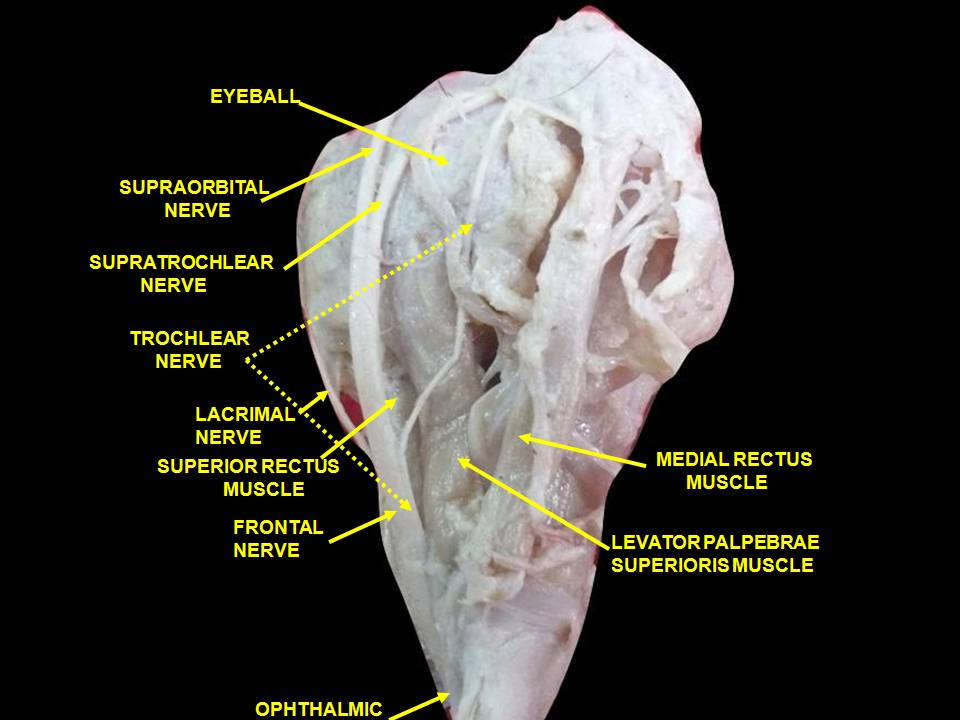
바깥눈근육과 눈확의 신경. 깊은 해부.
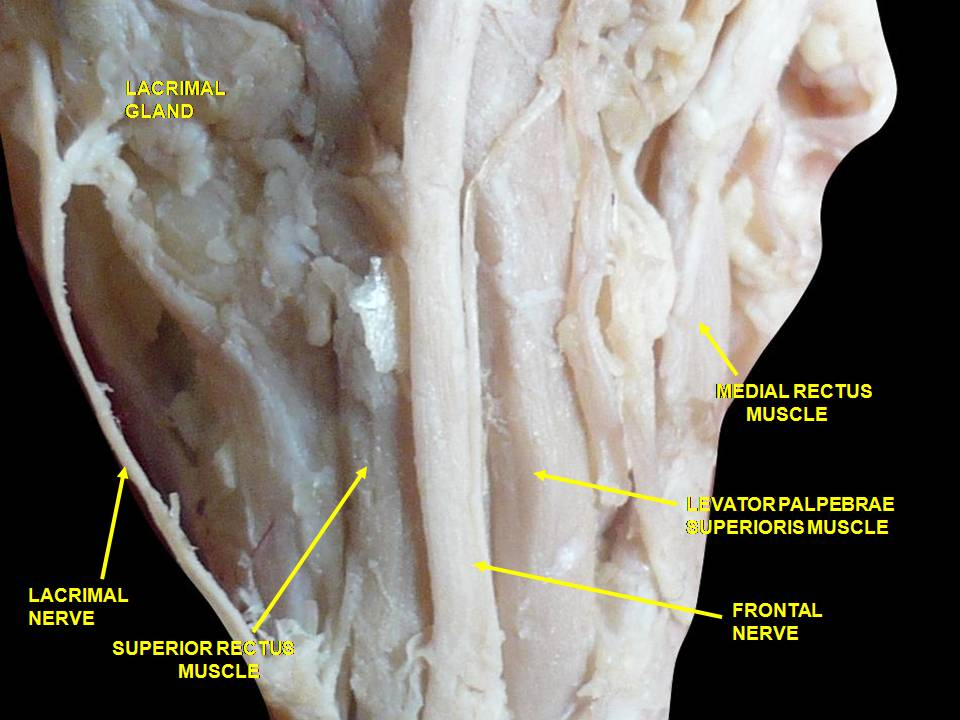
바깥눈근육과 눈확의 신경. 깊은 해부.

## 같이 보기
- 안검하수